# Konqueror
Konqueror – zintegrowana przeglądarka internetowa i menedżer plików wchodząca w skład środowiska KDE. Tworzony dla systemu operacyjnego GNU/Linux, ale jego uruchomienie możliwe jest również w Unix i Windows. Wchodzi w skład KDEBase.
Nazwa tego programu, podobnie jak wielu innych wchodzących w skład środowiska KDE, zaczyna się od K i pochodzi od ang. conqueror – zdobywca.

## Rozwój
Pierwotnie Konqueror nosił nazwę KFM (ang. KDE File Manager) i był menedżerem plików lokalnych, tj. służył jedynie do przeglądania i zarządzania plikami w systemie lokalnym. Później dodano opcje przezroczystej obsługi sieci, wyświetlania plików HTML (oparte na własnym silniku KHTML, który został następnie zaadaptowanym na potrzeby przeglądarki Safari firmy Apple), aż w końcu menedżer plików zmienił się w pełnoprawną przeglądarkę. Wtedy wraz z wydaniem z dnia 23 października 2000 roku zmienił nazwę na Konqueror. Dzięki dodaniu systemu wtyczek (ang. plug-ins) do programu oraz oparciu KDE na systemie komponentów, dostępne są liczne dodatkowe opcje, np. przeglądanie plików PDF i Postscript, zarządzanie repozytorium CVS, a nawet odtwarzanie filmów. Konqueror obsługuje także wtyczki Netscape'a oraz język Java.
Od KDE 4 rolę Konquerora w zarządzaniu plikami przejął Dolphin.

## Wirtualne systemy plików
Dzięki mechanizmowi KIOSlave, Konqueror potrafi obsłużyć wiele dodatkowych wirtualnych systemów plików, m.in.:
- audiocd:/ – pozwala m.in. na kopiowanie ścieżek płyty audio bezpośrednio do plików w formacie MP3 lub Ogg
- fonts:/ – przeglądarka czcionek zainstalowanych w systemie
- fish:/ – dostęp do shella SSH
- ftp: – klient FTP
- help:/ – pomoc dla programów KDE (np. help:/konsole)
- http: – przeglądanie stron internetowych
- info:/ – przeglądarka plików info (np. info:/make)
- lan:/ – przeglądanie sieci lokalnej
- locate:/ – szybkie wyszukiwanie plików na podstawie bazy danych utworzonej przez program updatedb
- man:/ – dostęp do podręcznika man (np. man:/tar)
- media:/ – dostęp do dysków twardych, stacji dyskietek, itp.
- programs:/ – programy znajdujące się w menu K
- remote:/ – dostęp do zasobów sieci (np. LAN)
- settings:/ – ustawienia KDE (to samo co w Centrum Sterowania KDE)
- system:/ – dostęp do kluczowych elementów systemu
- trash:/ – kosz systemowy, w którym przechowywane są "usunięte" pliki
- zip:/ – obsługa plików Zip